# Fitinn
Fitinn (Eigenschreibweise FITINN) ist eine österreichische Fitnessstudio-Kette mit derzeit 52 Standorten in Österreich (Stand September 2024), 3 in Tschechien, 5 in Slowenien sowie 2 Standorten in der Slowakei und 6 Standorten in Italien. Die Unternehmenszentrale befindet sich in Wien, das erste Studio wurde 2004 am Hauptbahnhof in Graz eröffnet. 2015 galt Fitinn als die mitgliedsstärkste Fitnesskette Österreichs mit den meisten Studios und ist ein klassischer Fitness-Diskonter (geringer Monatspreis, auf Ausdauer- und Kraftgeräte reduziertes Angebot).
Fitinn bietet an allen Standorten einen separaten Damenbereich sowie Solarien an.